# Cremastus scabrosus
Cremastus scabrosus là một loài tò vò trong họ Ichneumonidae.